# دستور جنوب إفريقيا
دستور جنوب إفريقيا هو القانون الأعلى والأسمى للبلاد، ولا يجوز لأي قانون أو إجراء حكومي أن يُبطل أحكام الدستور. الدستور يحقق الأساس القانوني لوجود الجمهورية، ويحدد حقوق وواجبات المواطنين، ويحدد هيكل وميكانزمات العمل الحكومي.
دستور جنوب إفريقيا الحالي وضعه البرلمان الذي انتخب في عام 1994 في انتخابات حرة وغير عنصرية للمرة الأولى في تاريخ جنوب إفريقيا بعد إسقاط نظام الأبارتايد.
صدر من قبل الرئيس المنتخب ديموقراطيا آنذاك نيلسون مانديلا في 10 ديسمبر 1996، ودخل حيز التنفيذ في 4 فبراير 1997 ليحل محل دستور جنوب إفريقيا لعام 1993.
صادقت المحكمة الدستورية على دستور جمهورية جنوب إفريقيا لسنة 1996 (القـانون رقـم108 لسنة 1996) في الرابع من ديسمبر عام 1996 ودخل حيز التنفيذ في الرابع من فبراير 1997.
يعتبر دستور جنوب إفريقيا من أكثر الدساتير تقدما في العالم ويحظى باستحسان كبير علـى الصعيد الدولي.

## دستور جمهورية جنوب إفريقيا لعام 1996
اعتمدت الجمعية الدستورية وثيقة دستور جمهورية جنوب إفريقيا في ال 11 أكتوبر 1996، وصادقت عليه المحكمة الدستورية في ال 4 من ديسمبر 1996. ليحل محل «الدستور الانتقالي لجنوب إفريقيا لعام 1993» (إنجليزية: South African Constitution of 1993).

### الموقعون
وقعه الرئيس نيلسون مانديلا في ال 10 من ديسمبر 1996.

### التعديلات
عُدّل دستور جنوب إفريقيا منذ اعتماده من طرف الجمعية الدستورية لجمهورية جنوب إفريفيا ستة عشرة مرة، كان آخرها سنة 2009.

### الديباجة[3]
نحن، شعب جنوب إفريقيا، إدراكاً منا للظلم الذي تعرضنا له في الماضي.
نكرّم أولئك الذين عانوا من أجل نشر العدل والحرية في أرضنا.
ونحترم أولئك الذين عملوا من أجل بناء بلدنا وتنميته.
ونؤمن بأن جنوب إفريقيا مِلك لكل من يعيشون فيها، المتحدين رغم تنوعهم.
ولذا، نقر، من خلال ممثلينا المنتخبين بحرية، هذا الدستور بوصفه القانون الأعلى للجمهورية لتحقيق الأهداف التالية:
- معالجة انقسامات الماضي وتأسيس مجتمع مبنـي علـى القـيم الديمقراطيـة والعدالـة الاجتماعية وحقوق الإنسان الأساسية.
- وضع الأسس اللازمة لمجتمع ديمقراطي ومفتوح تستند فيه الحكومة إلى إرادة الشـعب، ويحمي القانون جميع المواطنين على قدم المساواة؛
- تحسين نوعية حياة كل المواطنين وتحرير الطاقات الكامنة في كل شخص؛
- بناء دولة جنوب إفريقيا متحدة وديمقراطية وقادرة على أن تحتل مكانها الملائم بوصفها دولة ذات سيادة في الأسرة الدولية.

حمى الله شعبنا.

## وصلات خارجية
- South African Government Information: Constitution
- Department of Justice and Constitutional Development: The Constitution
- Constitutional Court of South Africa